# Municipio de Jackson (condado de Effingham)
El municipio de Jackson (en inglés: Jackson Township) es un municipio ubicado en el condado de Effingham en el estado estadounidense de Illinois. En el año 2010 tenía una población de 1215 habitantes y una densidad poblacional de 12,52 personas por km².

## Geografía
El municipio de Jackson se encuentra ubicado en las coordenadas 39°2′9″N 88°38′13″O / 39.03583, -88.63694. Según la Oficina del Censo de los Estados Unidos, el municipio tiene una superficie total de 97.05 km², de la cual 97,03 km² corresponden a tierra firme y (0,02 %) 0,02 km² es agua.

## Demografía
Según el censo de 2010, había 1215 personas residiendo en el municipio de Jackson. La densidad de población era de 12,52 hab./km². De los 1215 habitantes, el municipio de Jackson estaba compuesto por el 98,77 % blancos, el 0,08 % eran afroamericanos, el 0,16 % eran de otras razas y el 0,99 % eran de una mezcla de razas. Del total de la población el 0,74 % eran hispanos o latinos de cualquier raza.